# エルンテ大洲
エルンテ大洲（エルンテおおず）は、愛媛県大洲市東大洲にあったドイツの街並みをイメージしたテーマパーク。事業主体は、農村型テーマパークを全国展開している株式会社ファーム。大洲水郷麦酒と呼ばれるビールが敷地内で醸造された。サン・デュオ大洲と呼ばれるホームセンターとスーパーマーケットが併設され、1998年05月30日にオープンしたが2003年2月までに閉鎖された。

## 計画
株式会社ファームの創業者であり、当時の社長だった久門渡は、ファーム以外に10社ほどの企業を経営していた。1997年8月にファームは、愛媛県西条にガソリンスタンドとカー用品店を併設し南ヨーロッパの街並みをイメージしたテーマパーク「フォルテ西条」をオープンした。続いて大洲市にもガソリンスタンド併設のテーマパーク2施設目として「フォルテ大洲」をオープンさせる予定であったが、ホームセンターとスーパーマーケット併設の「エルンテ大洲」を建設することになった。大洲市が地方拠点都市整備事業に基づき誘致し、1998年1月から工事が始まった。
「エルンテ」はドイツ語で「収穫」を意味する。ビール醸造施設は、西条市に1996年にオープンした「石鎚芸術村チロルの森」に続くファーム2施設目の醸造所であるとともに、南予地方初の醸造所でもあった。敷地面積12000平方メートルあり、入園は無料とされ園内の物品販売の利益で施設を運営する方針であった。年間6万1000リットルのビールを生産する予定だったが、のちに年間10万リットルに増産する計画だった。「エルンテ大洲」単体で年間10万人の利用、4億5000万円の売り上げを見込んでいた。
ドイツの街並みのすぐ横には、食料スーパーとホームセンターが一体となった「サン・デュオ大洲」が建設された。こちらは1998年05月28日にオープンとなった。敷地面積12000平方メートルで、鉄骨平屋1階建ての売り場面積は5000平方メートルの規模であった。サン・デュオ大洲もファームの関連会社で、総工事費は計17億円。駐車場は乗用車400台を収容できる規模で、従業員105人を雇用した。食料品などスーパーとホームセンター機能を持ち、年間売り上げ予想は13億円とされた。エルンテ大洲およびサン・デュオ大洲の双方で年間の利用客75万人、売上高17億5000万円を見込んだ。
|                  | 敷地面積  | 年間来客者数 | 売上見込み額 | その他                                                             |
| ---------------- | --------- | ------------ | ------------ | ------------------------------------------------------------------ |
| エルンテ大洲     | 12000平米 | 10万人       | 4億5000万円  | 年間6万1000リットルのビール醸造                                    |
| サン・デュオ大洲 | 12000平米 | 65万人       | 13億円       | 総工費13億円、売り場面積5000平方米（鉄骨平屋延床6800平方メートル） |
| 合計             | 24000平米 | 75万人       | 17億5000万円 | 総工費17億円                                                       |

## 概要
地ビール工房などがある区画は、街並みエリアと呼ばれた。地ビール工房はドイツからビール職人2名を招聘して仕込みが行われた。水は肱川の水が使用された。「大洲水郷麦酒」と命名された麦芽100％のビールには、黄金色でホップの苦みがある「ピルスナー」と赤銅色でコクのある黒ビール系の「ミュンヘナー」の2種類があり、330mlが450円で販売された。夏季は8月末までのビアガーデンが開催された。1998年秋からはボトル詰めの商品も販売も始めた。中央の噴水のある円形花壇の周りには、地ビール工房の他に、レストランや石窯パン工房、ソーセージ加工場、ゲームコーナー、輸入日用雑貨店、輸入食材店など9棟の建物が建設された（一部は2階建て）。中核施設の「ラインハルトレストラン」は屋内136席、屋外100席の規模であった。醸造設備は「石鎚芸術村チロルの森」でも採用されたドイツ・アルブレヒト社製のビール製造プラントが使用された。隣接のバーベキューハウス「フランデルン」は112席、屋外150席の規模であった。ほかに、石窯で焼いたライ麦パン、ピザ、グラタン、ヨーロッパから輸入された日用雑貨、城川町特産のソーセージなどが販売された。敷地内の通路は石畳で舗装されていた。
ホームセンターとスーパー複合施設「サンデュオ大洲」はエスジェイシーの運営で、園芸や住宅関連商品、電器類、食料品一般を扱った。営業時間は9：00-20：00であった。
1998年6月からは、パン工房で「黒米パン」の焼き上げが始まり話題を呼んだ。「黒米パン」は、熱加工処理したご飯状の黒米を使って、同パン工房が試行錯誤を繰り返して商品化したものである。黒米をパン生地の30％程度混ぜて焼いたパンは芳醇な香りに満ち、また黒米は保水性があるので、パンが柔らかく焼き上がり、硬くなりにくいのが特徴とされた。食パン、ナマコ型、小丸型、石窯パンの4種類が製造され、サイズによって70-800円で販売された。リピーターも多く、完売状態が続いた。日本農業新聞に載った黒米の記事に触発されて考案したとパン工房の責任者は語った。夕涼みをかねて訪れる地元の住民も増え、地域の憩いの場となった。
1998年10月には、エルンテ大洲のオープニング告知が第7回愛媛新聞社広告賞のグランプリに選ばれた。広告を作成したのは博報堂。松山市大手町の愛媛新聞社で開催された授賞式には当時の支配人らが出席した。1999年にも第18回愛媛広告賞を受賞し、松山市本町の南海放送本町会館で支配人らが受賞席に参加し受賞者を代表して挨拶している。
2001年2月頃には「ラインハルトレストラン」のメイン料理が中華料理に変更された。その理由として、大洲地域は外食産業にとって厳しい土地柄であることが挙げられていたが、施設利用者数は目標を上回る年間15万人前後で推移していた。2000年7月には松山自動車道が大洲まで延伸され、大洲インターチェンジの使用が開始された効果もあり、団体客を中心に来客数が3割も増えた。しかし施設で何も購入せずに素通りする客が多く、それが今後の課題であるとされた。

## 交通
- 予讃線伊予大洲駅から車で3km
- 松山自動車道・大洲インターチェンジから約2km
- 伊予鉄南予バス・宇和島自動車バス「東大洲」停留所

## 営業時間
- 営業時間　9：00-21：00 （レストランは11：00-21；00）[1][2]
- 定休日 毎週水曜日（祝日の場合はその翌日）[2]
- 7-8月は無休[6]

## 立地
愛媛県大洲市東大洲の国道56号線から少し北側に入った田園地帯に建てられた。
| 撮影年 | 2001年3月                                                                                                  | 2003年2月                                                                | 2008年11月                                                                 |
| ------ | --- | ------------------------------------------------------------------------ | -------------------------------------------------------------------------- |
| 写真   | |                                                                          |                                                                            |
| 説明   | 営業中の衛星写真。画面中央部、左上より時計回りで、エルンテ大洲、サン・デュオ大洲、シネマサンシャイン大洲。 | エルンテ大洲は既に更地となっている。右上のサン・デュオ大洲の建物は残る。 | 同左。画面中央やや下の国道58号線に沿った変形建物がシネマサンシャイン大洲。 |

## 閉鎖
「エルンテ大洲」の閉鎖日は不明であるが、2001年2月までは営業していたことは確かである。しかし国土地理院の2003年2月撮影の衛星写真では既に敷地は更地となっている。2025年現在は荒地と宅地となっている。周囲にはテーマパークであったことを示す遺構は何も残っていない。「サン・デュオ大洲」も閉店し、2012年までにパチンコ屋「ジョイステージ大洲店」になっているが、建物はそのままの状態で2025年現在も残っている。隣接した映画館「シネマサンシャイン大洲」(下記）は2019年1月6日に閉鎖し一旦更地となった後、2022年5月1日にドラッグストアモリ東大洲店がオープンしている。

## 周辺
エルンテ大洲のすぐ南側には、1999年7月3日に「シネマサンシャイン大洲」という6つのスクリーンを備えた950席の南予地方唯一の映画館が建設された。大洲市内にとっては1930年代から1986年頃まで存在した「住吉館」（後に「大洲東映劇場」と改称）以来13年ぶりの映画館でもあった。サン・デュオ大洲の隣にはオオズプラザホテルがあり、水田が広がるだけだった国道56号線沿いに賑やかな商業地帯が形成された。一帯は海抜10メートルほどであり、シネマサンシャイン大洲では1999-2018年までの19年間に4度浸水被害を受けている。2018年7月の西日本豪雨では映画館の内の座席が浸かるほど浸水したが、周辺住民の避難先として一般開放された。
なお、シネマサンシャイン大洲の閉館で南予地方の常設映画館は皆無となり、大洲市内から最も近い映画館は、松前町のシネマサンシャインエミフルMASAKI（2010年2月27日開業）となっている。

## 特記事項
1998年8月には、愛媛県四国中央市にある酒造メーカー梅錦山川の呼びかけで、1998年7月から高松市で四国各地の地ビール生産業者らによる懇話会が3回開催された。ファームからは「エルンテ大洲」の大洲水郷麦酒と「石鎚芸術村チロルの森」の清流ビールが参加した。同年9月9日には4県8社による「四国地ビール協議会」が発足し、共同での宣伝活動や、共同イベントを開催し販売促進活動を進めたり、技術研修会などを実施していくことになった。協議会事務局は梅錦山川の社内に置かれた。8社の内訳は香川県阿波うず潮ビール、愛媛県梅錦山川（梅錦ビール）、水口酒造（道後ビール）、ファーム（清流ビール、大洲水郷麦酒）、香川県は隆祥産業（讃州麦酒）、加ト吉観光（こんぴら麦酒）、高知県は土佐黒潮ビール（土佐黒潮麦酒）、よさこいビール（よさこいビール）でのあり、1998年時点での四国の全地ビール製造業者が参加した。「四国地ビール協議会」は、その後「全国地ビール醸造者協議会」の発足により、その下部組織となった。